# Erdei csészegomba
Az erdei csészegomba (Peziza arvernensis) a csészegombafélék családjába tartozó, Európa és Észak-Amerika erdeiben honos, nem ehető gombafaj.

## Megjelenése

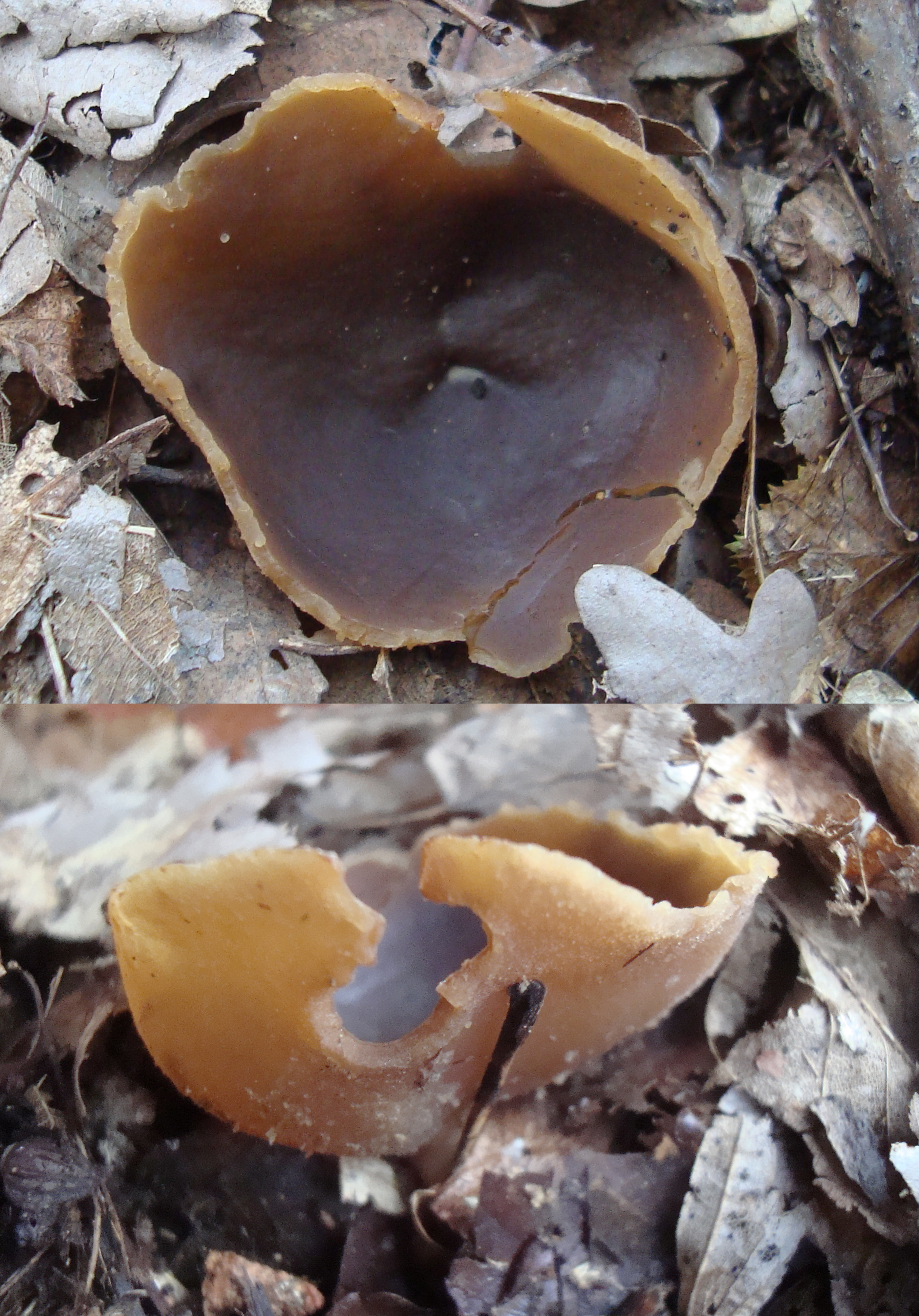

Az erdei csészegomba termőteste 8-10 cm átmérőjűre is megnőhet. Alakja fiatalon csészeszerű, de idővel gyakran ellaposodik vagy csoportosan nőve egymáshoz préselődnek és szabálytalanná válnak. Belső felszíne barna színű és viszonylag sima, néha kicsit megráncosodik. Külső felülete finoman bársonyos, amíg fiatal, fehéres színű. A gomba középen, nyél nélkül kapcsolódik az aljzathoz. Húsa törékeny. Szaga nincs. 
Spórája elliptikus, felülete éretlenül sima, éretten finoman pontozott, olajcseppek nincsenek, mérete 15-20 x 9-10 μm.

### Hasonló fajok
Más barna színű csészegombáktól élőhelye alapján (az erdő talaján) is elkülöníthető, de csak mikroszkóppal lehet biztonságosan meghatározni. 

## Elterjedése és életmódja
Európában és Észak-Amerikában honos.
Lombos vagy fenyőerdők talaján él, ahol a szerves korhadékokat bontja. Egyedül vagy csoportosan is megjelenhet. Tavasztól őszig terem. 
Nem ehető.